# Ружья Авалона
«Ружья Авалона» — роман американского писателя Роджера Желязны, вышедший в 1972. Вторая книга из цикла «Хроник Амбера». Предыдущая книга цикла — «Девять принцев Амбера». Следующая книга цикла — «Знак Единорога».

## Сюжет

### События в Лорайне
Попрощавшись со смотрителем маяка, Корвин отправляется через Отражения в путь. Он хочет попасть в Авалон, или достаточно близкое к нему Отражение. По дороге, в Отражении Лорайна, он встречает раненого рыцаря Ланселота. Оказав ему первую помощь, Корвин берет рыцаря на руки и приносит его в ближайший замок. Хозяин замка — человек, до странности напоминающий Корвину его бывшего слугу Ганелона. Тот Ганелон был разбойником, убийцей и предателем, а этот возглавил сопротивление мистически возникшему в Лорайне Чёрному Кругу. Такой вид здесь приняла Чёрная дорога, материализовавшаяся благодаря проклятию Корвина.
Ганелон рассказал Корвину, каким образом он стал правителем Лорайны. Оказывается, родился он совсем в другом месте. Он называет это место Авалон. Ганелон признается, что предал своего хозяина, лорда Корвина из Амбера, за что был им привезен в это место и брошен. При этом Ганелон называет Корвина не иначе, как демоном. Ганелону пришлось мыкнуть горя и поголодать в Лорайне, пока ему не улыбнулась удача. Он ограбил на большой дороге некоего рыцаря, завладев его оружием и конём. Затем Ганелон сколачивает шайку таких же, как и он сам, отщепенцев и грабит путников. Но после возникновения Чёрного Круга Ганелон присоединяется со своей шайкой к королю, заслужив тем самым прощение. Старые обиды забыты, перед лицом неминуемой опасности, исходящей из Круга. Люди, оставшиеся жить в Круге, лишаются души, убивая все живое за пределами Круга. Предводителем Круга является некий демон с головой козла. В одной из битв погибает король, и Ганелон возглавляет королевскую армию, продолжая сопротивление набегам из Круга.
Корвин, обосновавшись в Лорайне, постепенно восстанавливается после ужасных дней тюрьмы. Он восстанавливает физическую форму путём бесконечных тренировок и усиленного питания. Одновременно он заводит роман с некой девицей Лорайной. Эта девица говорит, что много веков назад королевством правил могучий демон Корвин, и им до сих пор пугают в Лорайне детей.
Считавшийся до того мертвым Оберон вступает в короткий контакт с Корвином и призывает его занять трон в Амбере.
Появление принца Амбера в этом Отражении не прошло незамеченным среди чёрных сил. Ночью в спальню Корвина врывается демон, слуга козлообразного предводителя. Корвин убивает нападавшего, но говорит, что теперь чёрным силам доподлинно известно, кто он такой на самом деле.
Собрав все наличные силы, Корвин, Ганелон и Ланселот атакуют Чёрный Круг. Пока пехота сражается с демонами и живыми мертвецами, небольшой кавалерийский отряд скачет вглубь Круга. Их цель — цитадель и предводитель чёрных сил. Прорвавшись в цитадель, Корвин встречает рогатого предводителя и сражается с ним. Сам едва не погибнув, он убивает демона. В тот же миг все живые мертвецы падают, и сопротивление заканчивается.
Вернувшись в замок, Корвин узнает, что Лорайна сбежала со своим бывшим любовником, неким офицером. Причина бегства очевидна: Лорайна боится Корвина, считая его демоном. Корвин пускается в погоню, только чтобы объясниться, но находит бездыханный труп Лорайны, обобранный до нитки. Корвин гонится за убийцей и карает его. Затем он хоронит Лорайну. Из предшествующих диалогов видно, что победу над демоном Корвину наколдовала Лорайна, после чего ей приснилась собственная смерть, так она (не желая того) пожертвовала собой ради Корвина.

### События в Авалоне
Оставив Ланселота управлять королевством, Корвин и Ганелон отправляются в Авалон. Ганелон признается Корвину, что отдал бы все на свете, лишь бы попасть к себе на родину. Они двигаются не спеша и попадают в Отражение, очень похожее на тот Авалон, куда и стремился Ганелон, хотя Корвин знает, что это другое Отражение. Этим Отражением управляет некий защитник, который оказывается давно исчезнувшим братом Корвина Бенедиктом. Накануне была битва, в которой Бенедикт потерял правую руку.
Бенедикт ласково встречает Корвина, предложив пожить в своем особняке. Корвин тем временем проворачивает операцию, для которой сюда и прибыл. Ему нужен розовый порошок, который местные ювелиры используют для полировки алмазов. Много лет назад Корвин обнаружил, что совершенно безобидный в других отражениях порошок в Амбере превращается в мощную взрывчатку. При этом обычные порохи и взрывчатые смеси в Амбере не загораются. Этим и объясняется приверженность амберитов к холодному оружию.
В особняке Бенедикта происходит ещё одно важнейшее событие — Корвин встречает Дару. Дара представляется правнучкой Бенедикта, и несколько сообщенных ею сведений убеждают Корвина, что это действительно так. Дара признается Корвину, что мечтает познакомиться с остальными родственниками из Амбера. Корвин не видит ничего дурного в этом желании и простодушно рассказывает о Лабиринте, картах и всех родственниках. Как будто случайно, между ними происходит бурный роман. Корвин обещает Даре при первой возможности дать пройти Лабиринт.
Тем временем порошок готов. Корвин и Ганелон берут в конюшне Бенедикта пару лошадей и тяжелый прочный фургон. Загрузившись, они втихомолку, чтобы не привлекать внимания Бенедикта к грузу, отправляются в путь. Ганелон информирует Корвина, что им в саду Бенедикта обнаружена свежая могила, в которой лежит несколько человек. Корвин пожимает плечами, не придав этому событию никакого значения, как оказалось, напрасно.
В пути они встречают Чёрную дорогу. Оба моментально узнают её — это проявление тех же сил, что действовали в Лорайне в виде Чёрного круга. В результате неосторожности Ганелона они узнают свойство черной травы на обочине дороги. Эта трава высасывает силы наступившего на неё. Через несколько часов Корвин и Ганелон обнаруживает погоню. За ними скачет Бенедикт. Полагая, что преследование связано с недавним романом Корвина и Дары, оба пускаются наутек через Отражения. Оторваться от обезумевшего Бенедикта не удается, и Корвину приходится вступить с братом в бой. Бенедикт обзывает Корвина убийцей. Становится ясным, что не факт знакомства с Дарой является причиной погони. Убиты слуги Бенедикта, и он считает Корвина виновным. Бенедикт даже без правой руки является страшным противником, и Корвин чувствует себя на волосок от смерти, с огромным трудом отбивая атаки. Лишь заманив брата в черную траву, Корвин сперва замедляет его реакцию, а затем оглушает. Он не хочет убивать брата, поэтому он связывается по карте с Жераром и просит того позаботиться о Бенедикте.

### События на Земле
Прибыв в Отражение Земля, в Швейцарию, Корвин и Ганелон проводят вторую запланированную операцию. Они закупают современное автоматическое оружие и боеприпасы к нему. При этом боеприпасы заказываются самые экзотические: серебряные пули и розовый порошок Авалона в качестве пороха. Получив оружие, оба перебираются рекрутировать новобранцев в другое Отражение. Когда с этим покончено, Корвин переносит свой стрелковый батальон в Амбер, к подножию горы Колвир. 

### События на склонах Колвира в Амбере
Корвин ведет отряд тайной тропой. Малая численность позволяет двигаться скрытно и быстро. Достигнув перевала, Корвин видит страшную картину: Амбер подвергся нападению тех же чёрных сил, которые действовали в Лорайне и Авалоне. В рядах сражающихся за Амбер Корвин видит своих братьев и сестер. Видит он и своего заклятого врага, брата Эрика.
Корвин поставлен перед нелегким выбором. Перед ним две возможности. Ему очевидно, что если он не вмешается, Амбер обречен. Тогда он ударит по захватчикам, которые сделают за него всю грязную работу, но будут ослаблены после битвы. Однако ему улыбается другая возможность. Если он ударит сейчас, он спасет Амбер и вступит в него, окружаемый всеобщей любовью. Эрик ничего не сможет сделать против его нового оружия. Приняв такое решение, он разворачивает батальон против чудовищ Хаоса.
Защитники Амбера, услышав автоматную стрельбу, догадываются, что прибыло подкрепление, и удваивают усилия. Атака отбита, нападающие уничтожены. Впрочем, судьба Эрика уже предрешена — по неясной причине он полностью обессилен и истекает кровью (позднее станет ясно, что он слишком долго носит Камень правосудия). Когда Корвин подбегает к брату, тот ещё жив. Эрик заклинает Корвина спасти Амбер, а затем произносит предсмертное проклятие. Корвин никогда и нигде не приводит слова проклятия Эрика, но можно предположить, что умирающий брат нейтрализовал проклятие самого Корвина, открывшего путь силам Хаоса к Амберу. Затем Корвин снимает с тела Эрика символ власти Амбера — Камень правосудия (в других переводах Камень закона — Jewel of Judgement). Это гигантский рубин, с небольшим изъяном внутри, является мощным магическим артефактом. Король Оберон исчез, не открыв никому, как пользоваться самоцветом.
Мимо Корвина проскакала Дара и скрылась в глубинах дворца Амбера. Корвин чувствует, что это важно и, переподчинив свой отряд Бенедикту, пускается в погоню. Он обнаруживает по дороге два трупа часовых и, ворвавшись в подземелье с Лабиринтом, видит невероятное зрелище. Существо демонического вида заканчивает прохождение Лабиринта. Его тело постоянно меняется. Вот сделан последний шаг, и Корвин узнает в демоне Дару. Её последние слова, перед тем, как исчезнуть: «Амбер будет разрушен!».